# 鲍勃·佩斯利
卜·皮士利，OBE（英語：Robert Bob Paisley，1919年1月23日—1996年2月14日），英格兰足球运动员、教练。
鲍勃·佩斯利乃利物浦隊史上最成功的教練之一，由球員時代以至到教練生涯，都只在英國老牌球會利物浦度過。他最初以球員身份入伍，後轉作物理治療師到教練，最後升上領隊。他在1974年至1983年執教，帶領過利物浦贏得六次英格蘭頂級聯賽冠軍、一個歐洲足協盃和三個歐冠杯。
鲍勃·佩斯利於1983年退出執教生涯，轉為球會董事局成員。1992年患上老人痴呆症，1996年去世。

## 职业生涯
- 1939年-1954年：利物浦足球俱乐部球员
- 1954年-1974年：利物浦足球俱乐部职员
- 1974年-1983年：利物浦足球俱乐部主教练

### 球員榮譽
- 英格蘭甲組聯賽（頂級) 冠軍（1次）：
1946/47

### 執教榮譽
- 英格蘭甲組聯賽冠軍：1975-76、1976-77、1978-79、1979-80、1981-82、1982-83

- 英格蘭聯賽盃冠軍: 1981、1982、1983

- 英格蘭慈善盾冠軍：1974、1976、1977、1979、1980、1982

- 歐冠盃冠軍：1977、1978、1981

- 歐洲足協盃冠軍：1976

- 歐洲超級盃冠軍：1977

- 英格蘭足總盃亞軍：1977

- 豐田盃 亞軍：1981

| 前任： | 利物浦主教练 1974年-1983年 | 繼任： |